# Đại học Khoa học và Kỹ thuật Hoa Trung

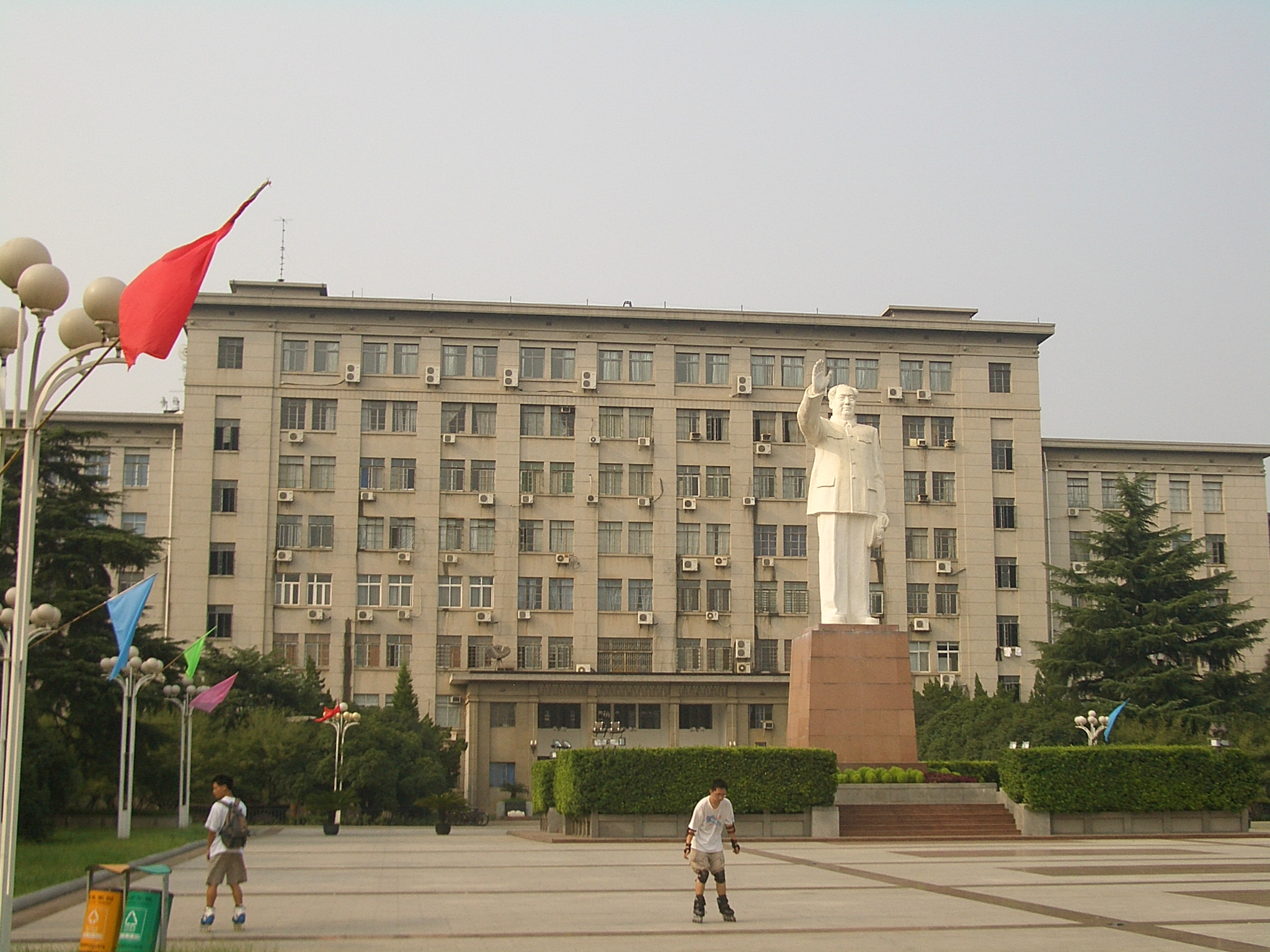
Tòa nhà chính của Đại học Khoa học và Công nghệ Huazhong

Trường Đại học Khoa học Kỹ thuật Hoa Trung là trường đại học trọng điểm cấp quốc gia trực thuộc Bộ Giáo dục Trung Quốc, là một trong những trường đại học tổng hợp hàng đầu ở Trung Quốc hiện nay.

## Giới thiệu chung
Trường có quy mô đào tạo rộng khắp, bao gồm 11 chuyên ngành chính là: Khoa học tự nhiên, Khoa học xã hội, Triết học, Kinh tế, Luật, Giáo dục, Kiến trúc, Y khoa, Quản lý, Sử học, Nông học. Hiện tại số sinh viên theo học tại trường hơn 70.000 người, trong đó học viên sau ĐH hơn 12.000 người, lưu học sinh nước ngoài hơn 400 người. Trường ĐH KHKT Hoa Trung có quan hệ giao lưu hợp tác với hơn 50 trường Đại học và Công ty nổi tiếng trên toàn thế giới.
Năng lực đào tạo nghiên cứu của trường đứng đầu trong các trường ĐH trọng điểm quốc gia. Các trung tâm trực thuộc bao gồm: Trung tâm mạng máy tính giáo dục & nghiên cứu khoa học quốc gia khu vực Hoa Trung (CERNET), Trung tâm xử lý dữ liệu tính tăng cao quốc gia (Vũ Hán), Trung tâm thí nghiệm quang điện quốc gia, Trung tâm kỹ thuật giáo dục hiện đại và nhiều khu thí nghiệm hiện đại khác.
Trường Đại học KHKT Hoa Trung toạ lạc tại thành phố Vũ Hán, tỉnh Hồ Bắc thuộc miền Trung Tung Quốc. Các thắng cảnh nổi tiếng thế giới gần đấy gồm có: Trường Giang Tam Hiệp, Khu bảo tồn thiên nhiên Shennongjia, Trung tâm võ thuật và Đạo giáo núi Võ Đang. Trong thành phố có khu thắng cảnh Đông Hồ, Hoàng Hạc Lâu, chùa Quy Nguyên...Diện tích của trường xấp xỉ 4.520.000 m2, được bao phủ bởi hệ thống cây xanh phong phú, môi trường trong lành, cảnh sắc tươi đẹp, thực sự là nơi lý tưởng cho việc học tập và nghiên cứu.

## Các khoa và chuyên ngành

### Bậc Đại học
- Toán & Toán ứng dụng
- Thông tin và Khoa học dữ liệu
- Thống kê học
- Vật lý ứng dụng
- Hoá học ứng dụng
- Sinh vật, Kỹ thuật sinh vật;
- Thiết kế chế tạo máy và tự động hoá;
- Khoa học vật liệu & Công trình,
  - Chế tạo khuôn vật liệu;
- Giao thông, Vận tải, Động cơ tàu thủy, Tàu thuyền & Hải dương;
- Nhiệt năng & Động lực học;
- Điện khí & tự động hoá, Thủy lợi thủy điện;
- Thông tin điện tử, Thông tấn;
- Khoa học kỹ thuật máy tính;
- Tự động hoá, Kỹ thuật quan trắc và máy móc;
- Khoa học kỹ thuật thông tin quang học;
- Khoa học kỹ thuật điện tử;
- Xây dựng, Quản lý công trình, Kỹ thuật công trình;
- Thiết kế nghệ thuật, Quy hoạch đô thị, Kiến trúc;
- Môi trường, Cấp thoát nước, Môi trường kiến trúc và thiết bị;
- Tài chính, Kinh tế thương mại quốc tế;
- Quản lý công thương, Quản lý thông tin & Hệ thống thông tin, Kế toán, Quản lý tài vụ, Makerting, Tài chính;
- Ngôn ngữ Văn học Trung Quốc, Triết học;
- Luật;
- Chính trị & Hành chính, Quản lý sự nghiệp công cộng;
- Quảng cáo, Báo chí, Phát thanh truyền hình;
- Xã hội học;
- Tiếng Anh, Tiếng Nhật;
- Y học lâm sàng, Y học dự phòng, Y dược.

### Bậc Thạc sĩ-Tiến sĩ
- Triết học;
- Kinh tế lý luận;
- Kinh tế học ứng dụng;
- Luật học, Chính trị học, Xã hội học;
- Giáo dục học, Tâm lý học;
- Ngôn ngữ văn học Trung Quốc, Báo chí truyền thông;
- Nghệ thuật học;
- Lịch sử học;
- Toán học;
- Vậy lý học;
- Hoá học, Sinh học, Khoa học hệ thống;
- Lực học;
- Cơ giới công trình;
- Quang học;
- Khoa học kỹ thuật máy;
- Khoa học vật liệu và công trình;
- Động lực học & Nhiệt vật lý công trình; Khoa học kỹ thuật máy tính;
- Kiến trúc;
- Xây dựng;
- Thủy lợi;
- Hoá học & Kỹ thuật;
- Giao thông vận tải;
- Tàu thuyền & Hải dương;
- Khoa học môi trường & Công trình;
- Y học Sinh vật; Cây nông nghiệp;
- Y học cơ bản;
- Y học lâm sàng;
- Răng hàm mặt;
- Vệ sinh công cộng & Y học dự phòng;
- Đông Tây y kết hợp;
- Y dược;
- Đông y;
- Khoa học quản lý & Công trình;
- Quản lý công thương;
- Quản lý công cộng;
- Quản lý thư viện.

## Sinh viên quốc tế
Vào những năm 60 của thế kỷ XX, trường Đại học KHKT Hoa Trung đã bắt đầu thu nhận lưu học sinh đến học tập. 40 năm qua, trường đã đào tạo hơn 3000 sinh viên của hơn 40 quốc gia trên thế giới, trong đó có nhiều sinh viên học trực tiếp lên thạc sĩ và tiến sĩ. Sau khi về nước, rất nhiều lưu học sinh đã trở thành những nhà khoa học chủ chốt, chuyên gia y tế hàng đầu hoặc nhân viên chính phủ, cán bộ sứ quán của nước đó. Hiện tại, có hơn 400 lưu học sinh theo học tại trường. Tất cả các chuyên ngành đào tạo tại trường đều có thể thu nhận sinh viên nước ngoài đến học với các loại học vị khác nhau, đồng thời với đội ngũ giáo viên hùng hậu của Trung tâm Hán ngữ đối ngoại, trường đã mở thêm nhiều lớp chuyên tu Hán ngữ và Văn hoá Trung Quốc. Nhà trường còn lập ra quỹ học bổng riêng để ban thưởng cho những lưu học sinh có thành tích học tập xuất sắc. Học bổng có hai loại: 1) Học bổng toàn phần (gồm học phí và sinh hoạt phí); 2) Học bổng bán phần (học phí).